# ممارسات مناهضة للاضطهاد
الممارسات المناهضة للاضطهاد (AOP) هي نهج متعدد الاختصاصات متأصل أساسًا في ممارسة العمل الاجتماعي الذي يركز على إنهاء الاضطهاد الاجتماعي والاقتصادي. ويتطلب من الممارس أن يدرس بدقة اختلال توازن السلطة الكامن في هيكل تنظيمي يتعلق بالسياق الاجتماعي-الثقافي والسياسي الأوسع بغية وضع استراتيجيات لإيجاد بيئة تسودها المساواة وتخلو من الاضطهاد والعنصرية، وغيرها من أشكال التمييز داخل المجتمع الأكبر، من خلال المشاركة على الصعيدين القانوني والسياسي. وبالعموم، تتعلق الممارسة المجتمعية بالرد على الاضطهاد من المجموعات والأفراد المسيطرين. وفي الخدمات الاجتماعية، تضبط أي ممارسات اضطهادية محتملة وتساعد في تقديم خدمات الرعاية الاجتماعية بطريقة شاملة.

## مقدمة
تسعى الممارسات المناهضة للاضطهاد إلى التقليل من «تجويع الوحش» أي استبعاد بعض الفئات الاجتماعية من المساواة الاجتماعية والحقوق والعدالة الاجتماعية. يعرف العمل الاجتماعي عمومًا بأنه مهنة «رعاية»، ولكن أحيانًا تكون الخدمات المقدمة التي تعمل لدى شخص ما لا تعمل بالضرورة لشخص آخر أو تعكس الحساسية المطلوبة للعمل لديه. ويرتبط هذا بظهور مشكلة «الرعاية مقابل السيطرة»، لأنه حيثما توجد رعاية توجد مسؤولية وبالتالي سيطرة وسلطة يمكن أن تؤدي إلى استبعادات (همفريز، 2004، ص 105). إن التسبب في التمييز ضد الآخرين عن علم وعمد يشكل ممارسة اضطهادية، كما أن السلوك مهم بقدر النية. تتمثل مسؤولية الأخصائي الاجتماعي في إظهار أنه يبدي الحرص الواجب وفقًا للممارسات المقبولة عمومًا ويدير نفسه بطريقة يقبلها المجتمع عموما وتشكل «إنسانية» محايدة/عادية.
وقد يؤدي عدم التوازن في الرعاية والسيطرة على الخدمات إلى الاضطهاد. وتعرف لينا دومينللي (2002) الاضطهاد بأنه «العلاقات التي تقسم الناس إلى مجموعات مهيمنة أو متفوقة، ومجموعات ثانوية أو دنيا. وتتمثل علاقات الهيمنة هذه في التخفيض المنتظم لصفات ومساهمات أولئك الذين يعتبرون أدنى مرتبة، واستبعادهم من الموارد الاجتماعية المتاحة للذين ينتمون إلى المجموعة المهيمنة». يمكن أن يؤثر الاستبعاد (مثل كره الأجانب) الناتج عن الاضطهاد أو العكس، بشكل كبير على الفرد أو النظام. وغالبًا ما تكون هذه العملية تقييمية، ينتهي بها الفرد إلى قياس نفسه في تسلسل هرمي مقابل الآخر بناءً على القيم الشخصية التي يحملها. يؤدي هذا إلى اعتبار هوية أو سمة الفرد متفوقة على الآخر، وبالتالي خلق ديناميكية «نحن - هم» (عملية الآخرية) التي تؤدي إلى الانقسام وتخلق مخاطر الاضطهاد.

## النموذج المناهض للاضطهاد
يهدف النموذج المناهض للاضطهاد في العمل الاجتماعي، إلى العمل وتعزيز العلاقات الاجتماعية المتساوية وغير الاضطهادية بين الهويات المختلفة. عرفت دومينيك (2002) هذا النموذج «في تحدي الحقائق الثابتة حول الهوية، تسعى الممارسة المناهضة للاضطهاد إلى تخريب استقرار التمثيلات البيولوجية العالمية للتقسيم الاجتماعي للتحقق من صحة التنوع وتعزيز التضامن القائم على الاختلاف بين الشعوب» (ص 39).
لا يزال النموذج مكرسًا لمبادئ العدالة الاجتماعية، التي تتمسك بها قيم الرابطة الوطنية للأخصائيين الاجتماعيين أيضًا، بالاعتراف بالتنوع داخل الاضطهاد والنظر في التقاطع والتدرجات الهرمية «للانقسامات» التي ترتب الناس كضحايا أو جناة. ويحلل النموذج المناهض للاضطهاد ويدافع ضد الصعيدين الكلي والجزئي للاضطهاد ويؤكد على العدالة الاجتماعية والتغيير الاجتماعي وفق خطوط أكثر قدرة وتحررًا.
ويعتبر الدور المعقد وغير المتكافئ «للسلطة» و«الانقسامات» تعقيدًا هائلًا في الممارسات المناهضة للعنف. أولئك الذين يستفيدون في معظم العلاقات هم أولئك الذين يملكون معظم السلطة. ويجادل تومسون بأن هناك 3 مجموعات بشكل أساسي من الحواجز في الممارسات المناهضة للعنف. وهي الشخصية (P) والثقافة (C) والهيكلة (S). تشير P إلى العوامل الشخصية وعوامل التحيز. تشير C إلى الثقافة والقواسم المشتركة والإجماع والمطابقة. تشير S إلى جوانب هيكلية مثل القوة الاجتماعية السياسية أو غيرها من الأبعاد الاجتماعية. تسعى الممارسات المناهضة للاضطهاد إلى تحديد استراتيجيات لبناء السلطة بطريقة تعالج أوجه عدم المساواة المنهجية التي تعمل في آن واحد على المستوى الفردي والجماعي والمؤسسي، بدلًا مضاعفة الاضطهاد.
الاضطهاد الشخصي/الفردي: يشمل الاضطهاد الشخصي/الفردي القيم والمعتقدات والمشاعر التي يحملها الأفراد والتي تؤثر على العلاقات الشخصية. وفقًا لدومينيك (2002، ص 6)، فإن مناهضة الاضطهاد هي «منهجية تركز على كل من العملية والنتيجة، وطريقة لتنظيم العلاقات بين الأفراد بهدف تمكين الأشخاص عن طريق الحد من الآثار السلبية للتدرج الهرمي في تفاعلهم المباشر والعمل الذي يقومون به معًا».
الاضطهاد الثقافي: تساهم اللغة في الاضطهاد بشكل عام، وتبني اللغة بوظيفتها المميزة البنية الاجتماعية وتفاعلًا في خلق القيم الثقافية. تحتفظ السجلات الحكومية بالأشخاص الذين ليسوا من البيض أو الذكور، حيث تفترض العرقية أن البيض ليس لهم عرق وهم النمط السائد، وغالباً ما «يستثنى» البيض من النقاشات.

### الاضطهاد الهيكلي/المؤسسي
ذكر همفريز عام 2004 أن الفشل في التحليل النقدي للتشريعات والسياسة الاجتماعية أدى إلى «فشل في تحديد العنصرية المتأصلة في أنظمة الهجرة».
في الممارسات المجتمعية، تعد وظيفة ممارسات مناهضة الاضطهاد معالجة المشاكل التي تنشأ بسبب الخلل الهيكلي؛ عرف هربرت ماركوسي الدولة بأنها: «القانون والنظام دائمًا وفي كل مكان هما اللذان يحميان التسلسل الهرمي الثابت؛ ومن غير المنطقي الاعتماد على السلطة المطلقة لهذا القانون وهذا النظام ضد أولئك الذين يعانون منه ويكافحون ضده».
يرى الممارسون المهنيون أن (عدم توازن) أو توازن القوى بين مستخدمي الخدمات وموفري الخدمات ينعكس في الممارسة العملية، رغم أن الهدف دائمًا هو استخدام هذه الاختلافات بشكل شرعي لتمكين الآخرين والحد من تجربة العجز وما ينتج عنه من الاعتياد على العجز أو «ثقافة الصمت». علق لويس مكناي في عام 1992 على توازن القوى: «سيطر الاضطهاد دائمًا على طريقة معيشتنا، وهو عنصر أساسي لقاعدة الربح في الاقتصاد. حيث الثلاثة الكبار هم الجنس والعرق والطبقة».  استشهد ماكناي بتقسيم العمل الاستغلالي كمثال.
يجب أن تتضمن حلول العمل الاجتماعي لمشاكل المجموعات المضطهدة سياسات تعالج جميع عناصر الاضطهاد. لكن يجب أن يدرك الأخصائيون الاجتماعيون أن هذه الجهود قد لا تكون بالضرورة مدعومة من قبل الشركاء في عملية العدالة الاجتماعية.

## الطبيعة
تركز ممارسات العمل الاجتماعي التي تقوم بها المنظمة على ممارسة أكثر تحررًا من تحديد مكان الأفراد وأسرهم ضمن سياقاتهم الاجتماعية ومساعدتهم بالأنماط الهيكلية للمجتمع التي تديم أوجه عدم المساواة من خلال تعزيز الخيارات.
ويمكن أن تكون مناقشة المسائل في مجال الاختصارات والمصطلحات القانونية محبطة للعملاء، وتعتبر اضطهادية. يعتبر التحدث بوضوح وشفافية ممارسة جيدة للعمل، حيث يمكن للعميل أن يفهم ويمكنه المشاركة أيضًا في اتخاذ الخيارات والقرارات المتعلقة بمشاركته في الخدمات الاجتماعية. وبشكل أكثر تحديداً، تتعامل مناهضة الاضطهاد مع التجربة السلبية للأشخاص استنادًا إلى عرقهم، وهويتهم الجندرية، وهويتهم الجنسية، وقدرتهم البدنية والعقلية، واختيارهم للدين، وخلفيتهم الطبقية (سواء أكانوا فقراء، أو فقراء عاملين، أو عاملين، الطبقة الوسطى أو العليا)، المظهر البدني (بدين أو نحيف)، والقائمة تطول. كما أنها وسيلة لتحدي طرق معاملة الناس على أساس هذه الهويات. كالحال عندما تُعامل المرأة بطريقة جنسية أو يتعرض شخص ملون للعنصرية. كما تتمثل الممارسة المناهضة للاضطهاد في العمل مع مستخدم الخدمة لدمجه بحيث تسهُل الخدمة التي يؤديها ويتحكم بها. ستساعد العلاقات المهنية الصحية على بناء ثقة لدى مستخدم الخدمة لتمكينه من تطوير أفكاره الخاصة على مستوى مشاركته.
إن ممارسة مناهضة الاضطهاد هي جزء من مخطط تطوير العمل الاجتماعي الاحترافي. وهي مرهونة بذلك لتطوير فهم مكافحة الهيمنة للاختلافات بين الثقافات والشخصية. ويدعو ممارسو العمل الاجتماعي ضد الاضطهاد عن طريق تعزيز الاحترام المتزايد «للكرامة والقيمة المتأصلة لجميع الناس»، و«العدالة الاجتماعية» (الرابطة الوطنية للأخصائيين الاجتماعيين، 1996). ولا يزال الاعتراف بقيم الرابطة الوطنية للأخصائيين الاجتماعيين إلى جانب «أهمية العلاقات الإنسانية» جزءًا لا يتجزأ من بناء تمكين العلاقات بين العملاء والممارسين (الرابطة الوطنية للأخصائيين الاجتماعيين، 1996).

## خاتمة
ممارسات مناهضة الاضطهاد هي شكل حالي من أشكال العمل الاجتماعي التقدمي الذي يساعد على تحديد القضايا النفسية والاجتماعية من خلال منظور متعددة الجوانب والعمل على ذلك. وهي تسد الفجوة بين الممارسة والنشاط وتقود المجتمع إلى نقطة تحول في العلاقات الإنسانية. وقد فتحت دعوتها الإصلاحية عيون كل من أنظمة الإدارة العامة والخاصة الرائدة والمبادئ التي يتردد صداها على الاستخدام الفعال والتوافقي للموارد. لا تمس الممارسة المناهضة للاضطهاد ممارسة مكافحة التمييز (ADP) الراسخة والتقليدية في سبعينيات القرن الماضي التي تركز على التمييز (نحو منظور مناهض للعنصرية مثلًا) بينما تتعامل ممارسات مناهضة الاضطهاد مع عمليات الاضطهاد والاستبعاد.